# Козача Лопань (станція)
Коза́ча Ло́пань — прикордонна дільнична залізнична станція 4-го класу між зупинними пунктами Нова Козача та Платформа 737 км. Розташована в селищі Козача Лопань Харківського району Харківської області.

## Історія
Станція відкрита 1869 року. Спочатку тут була зупинна платформа, згодом паровозо-ремонтна майстерня.
Під час Другої світової війни Козача Лопань стала місцем запеклих боїв між німецькими та радянськими військами. Вона кілька разів переходила з рук в руки і була зруйнована фашистами дощенту.

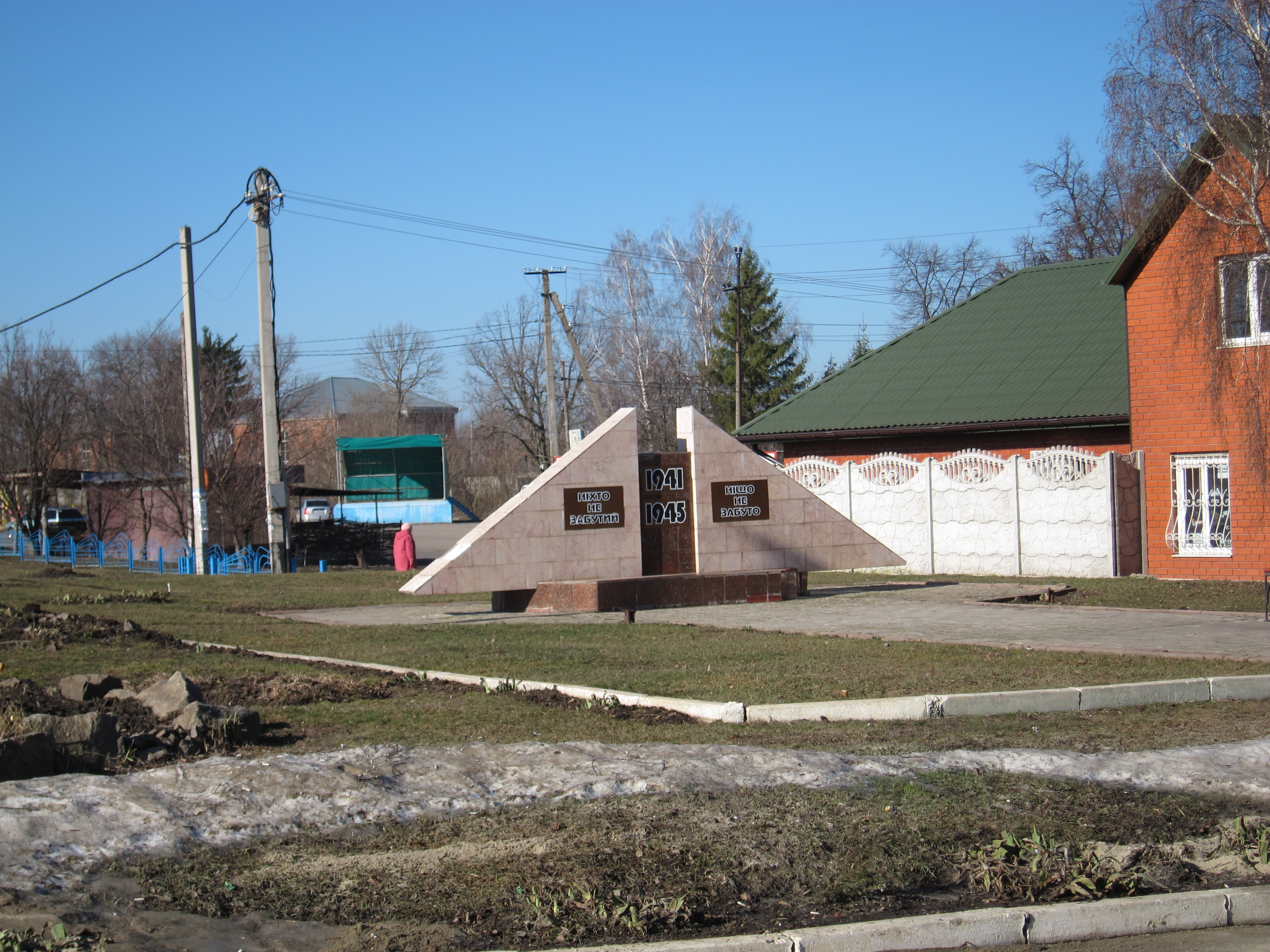
Братська могила біля залізничного вокзалу

На фронтах війни і в партизанських загонах проти ворога билися 410 жителів, 334 з них за мужність і відвагу нагороджені орденами і медалями СРСР. 196 чоловік віддали життя за свободу і незалежність Батьківщини. Біля залізничної станції розташована братська могила загиблих за звільнення Козачої Лопані. 
1959 року станція електрифікована постійним струмом (= 3 кВ).
За часів СРСР станція була пересічною, зі здобуттям Україною проголошення незалежності України у 1991 році станція стала першою прикордонною станцією з Росією у напрямку Москва — Крим.
Перший капітальний ремонт станція проведено у 1991 році, а у 2000 році станція була капітально реконструйована. Збудована нова двоповерхова будівля вокзалу, облаштована привокзальна територія. На станції був відкритий прикордонний пункт контролю «Козача Лопань».
Існує не підтверджена історичною наукою легенда про масовий розстріл поблизу станції учасників з'їзду кобзарів взимку між 1934 та 1935 роками.
До 24 лютого 2022 року, до повномасштабного російського вторгнення в Україну, вантажний рух на ділянці Бєлгород — Харків з Бєлгорода у бік Козачої Лопані станом на 2021 рік становив: у І кварталі — 6160 вагонів, у ІІ кварталі — 11206 вагонів, у ІІІ кварталі — 10938 вагонів, у IV кварталі — 9600 вагонів. У 2022 році, за неповні два місяці — 4656 вагонів. У зворотному напрямку цифри ще менші, але за фактом в середньому курсували близько двох пар вантажних поїздів на добу. Наразі залізничний рух між Україною та РФ не здійснюється.
За інформацією Дергачівської міської ради, під час тимчасової окупації залізничний вокзал станції був перетворений на штаб російських загарбників, в якому вони здійснювали допити місцевих мешканців.
10 листопада 2023 року російські окупанти завдали обстріли по селищу Козача Лопань та залізничній інфраструктурі. Пошкоджена будівля вокзалу.
Рух електропоїздів здійснюється лише до останньої перед станцією Козача Лопань платформи Нова Козача.

## Пасажирське сполучення
З лютого 2015 року є кінцевою станцією для всіх електропоїздів Харківського мотовагонного депо. 
Приміський рух у напрямку Платформи 737 км відсутній (до 13 лютого 2015 року курсували електропоїзди Харків — Наумівка та Козача Лопань — Бєлгород, ще раніше — електропоїзди Харків — Бєлгород). Через припинення російською стороною в односторонньому порядку дії договору щодо спільної організації руху поїздів на прикордонних залізничних дільницях з Російською Федерацією та у зв'язку з низьким пасажиропотоком з 13 лютого 2015 року скасоване курсування регіонального електропоїзда підвищеної комфортності № 816/815 Харків — Бєлгород. Даний електропоїзд не мав додаткових зупинок, курсував лише від початкової до кінцевої станції. Ним впродовж 2014 року скористалися в середньому 21 % пасажирів від загальної кількості місць у поїзді.
На станції до 2014 року зупинялися пасажирські потяги далекого прямування для здійснення прикордонного та митного контролю. Після поввномасштабного російського вторгнення в Україну будь-який рух через кордон відсутній.